# Климент (Шмигельский)
Епи́скоп Кли́мент (укр. Єпископ Климент, в миру Тара́с Васи́льевич Шмиге́льский, укр. Тарас Васильович Шмигельський; род. 25 мая 1980) — архиерей Украинской Православной Церкви, епископ Боровский, викарий митрополита Киевского и всея Украины, наместник Киевского Десятинного мужского монастыря Рождества Пресвятой Богородицы.

## Биография
Родился 25 мая 1980 года в городе Стебник Львовской области в семье служащих. С сентября 1987 по октябрь 1991 года учился в Стебницкой школе № 6.
В октябре 1991 года, в связи с рукоположением отца в сан священника и переводом его на пастырское служение в Херсонскую епархию УПЦ, переехал в Херсонскую область, где в 1997 году получил полное среднее образование.
С июня 1997 по август 1998 года — пономарь в Николаевском храме посёлка городского типа Великая Лепетиха Херсонской области.
С 1998 по 2002 год учился на дневном отделении Почаевской духовной семинарии.
17 июня 2002 года в Успенском соборе Почаевской Лавры был пострижен в чтеца.
С 1 сентября 2003 по 1 сентября 2005 года — чтец-псаломщик Николаевского храма посёлка городского типа Великая Лепетиха Херсонской области.
16 апреля 2006 года в Трапезном храме Киево-Печерской лавры был рукоположен в сан диакона митрополитом Киевским и всея Украины Владимиром (Сабоданом).
7 июля 2007 года был в Трапезном храме Киево-Печерской лавры рукоположен в сан священника митрополитом Аргентинским и Южноамериканским Платоном (Удовенко).
В апреле 2008 года назначен штатным священником Киевского Десятинного прихода в честь Рождества Пресвятой Богородицы.
В 2009 году окончил полный курс Киевской духовной академии. В 2011 году окончил магистратуру Ужгородской богословской академии с присвоением квалификации магистра богословия.
10 ноября 2011 года в Десятинном монастыре был пострижен в монашество с именем Климент в честь священномученика Климента, папы Римского.
30 апреля 2013 года митрополитом Киевским и всея Украины Владимиром (Сабодана) возведен в сан архимандрита.
20 марта 2023 года назначен наместником (игуменом) Киевского Десятинного мужского монастыря.
10 апреля 2024 года решением Священного синода УПЦ избран епископом Боровским, викарием Киевской епархии.
19 апреля того же года в главном соборе Пантелеимоновского женского монастыря в Феофании был наречён во епископа Боровского, викария Киевской епархии.
21 апреля того же года в храме во имя преподобного Агапита Печерского Киево-Печерской лавры был хиротонисан во епископа Боровского, викария Киевской епархии. Хиротонию совершили: митрополит Киевский и всея Украины Онуфрий (Березовский), митрополит Бориспольский и Броварской Антоний (Паканич), митрополит Макаровский Антоний (Фиалко), митрополит Васильковский Иоасаф (Губень), архиепископ Южненский Диодор (Васильчук), архиепископ Белогородский Сильвестр (Стойчев), архиепископ Переяслав-Хмельницкий Дионисий (Пилипчук), епископ Вишневский Спиридон (Романов), епископ Ирпенский Лавр (Березовский) и епископ Бородянский Марк (Андрюк).
В июле 2024 года, указом Митрополита Киевского и всея Украины Онуфрия епископ Боровский Климент, наместник Десятинного мужского монастыря Рождества Пресвятой Богородицы назначен на должность управляющего Центральным киевским викариатством Киевской епархии Украинской Православной Церкви с центром в религиозной общине Украинской Православной Церкви, св. Агапита Печерского в Шевченковском районе г. Киева, где также был утвержден на должность настоятеля.